# Baraka (calciatore)
Andres Fernandes Gonçalves, meglio noto come Baraka (Avaré, 21 luglio 1986), è un calciatore brasiliano, centrocampista del São Bento.

## Palmarès

### Club

#### Competizioni statali
- Campeonato Paulista Série A3: 1

Flamengo-SP: 2008
- Campeonato Paulista Série A2: 1

Guarani: 2018

#### Competizioni regionali
- Copa do Nordeste: 1

Ceará: 2015